# Đinh-dynastie

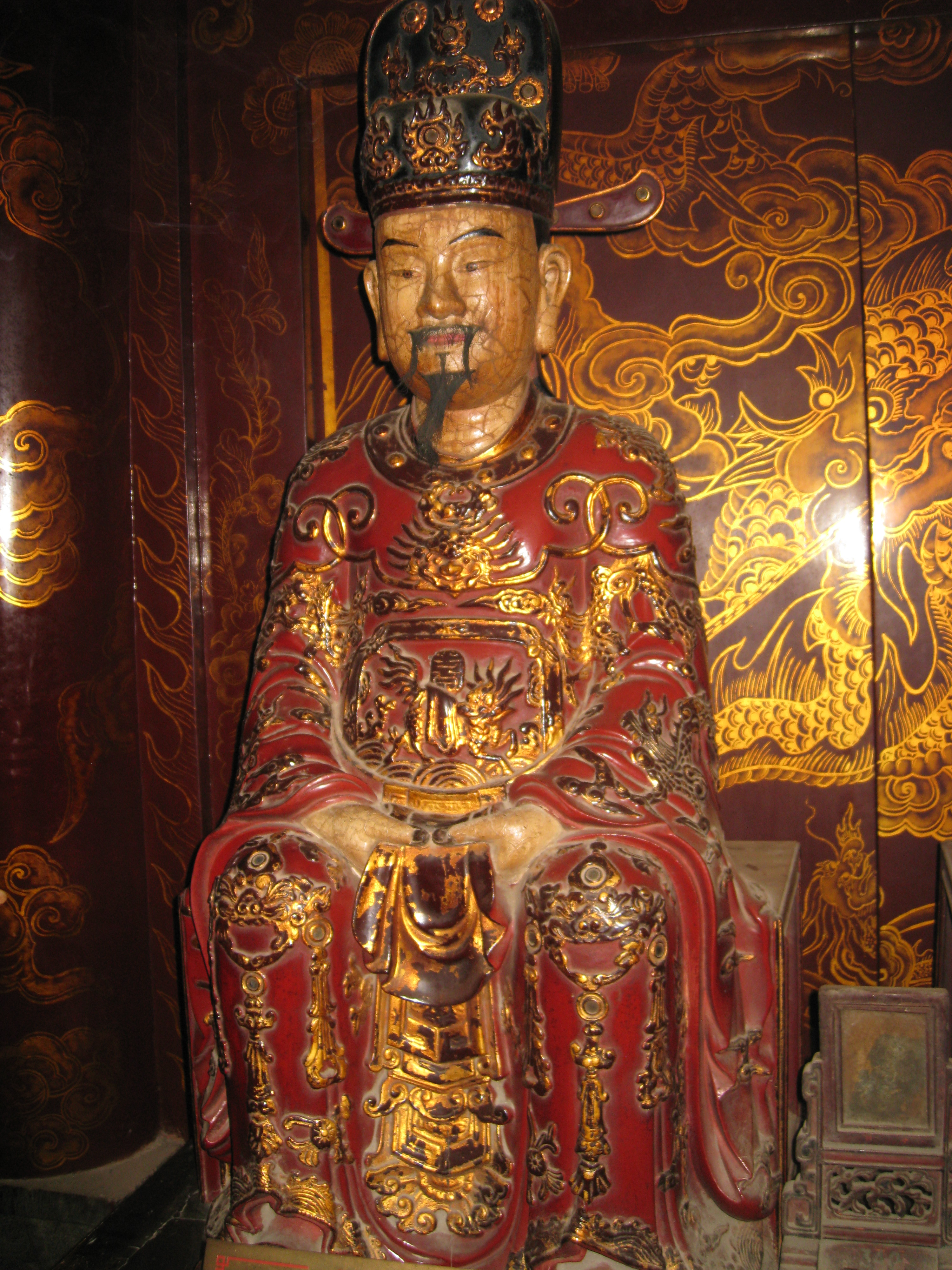
Đinh Hạng Lang

De Đinh-dynastie (Vietnamees: Nhà Đinh, uitspraak: /ɗiɲ33/) was een feodale dynastie in de geschiedenis van Vietnam. Ze begon in 968 toen Đinh Tien Hoang de opstand van de 12 heren neersloeg en het land herenigde, en ze eindigde toen zijn zoon Đinh Phe De de troon liet aan Le Hoan (Lê Hoàn, zie Le Dai Hanh).

## Hereniging van het land
In 944 stierf Ngô Quyền. De broer van zijn vrouw, Duong Tam Kha (Dương Tam Kha) besteeg de troon van de Ngo-dynastie als keizer Duong Binh Vuong. Hij kreeg echter geen steun van zijn onderdanen en overal in het land begonnen generaals hun eigen territoria te stichten, waarbij ze meer dan eens met elkaar slaags raakten.
Ngo Quyens oudste zoon Ngo Xuong Ngap (Ngô Xương Ngập) vluchtte het land uit. Keizer Duong Binh Vuong adopteerde dan de jongere zoon van zijn voorganger, Ngo Xuong Van (Ngô Xương Văn). In 950 zette die zijn pleegvader af en kroonde hij zich tot koning Nam Tan Vuong. Zijn broer Ngo Xuong Ngap kwam terug en werd eveneens koning, onder de naam Thien Sach Vuong. Die tijd staat bekend als Hậu Ngô Vương ("Laatste Ngo-koningen").
In 954 stierf Ngo Xuong Ngap. Tot in 965, het jaar waarin hij stierf, regeerde zijn zoon Ngo Xuong Xi. Maar vanwege zijn afnemende macht moest hij zich terugtrekken naar de vesting van Binh Kieu (Bình Kiều). De andere familieleden van de Ngo's, de generaals van de familie en de plaatselijke legerleiders kwamen in opstand en bezetten een deel van het land. Dat is de tijd van de opstand van de 12 heren.
Van tussen de machten die vochten tegen het keizerlijk hof, steeg Đinh Bo Linh (Đinh Bộ Lĩnh of Đinh Hoàn) boven de anderen uit. Hij was afkomstig uit Hoa Lu (Hoa Lư, in de provincie Dai Hoang).
In die tijd verzamelde Dinh Bo Linh het volk van Hoa Lu. Na een ruzie met zijn overste trokken hij en zijn zoon Đinh Lien (Đinh Liễn) aan het hoofd van hun leger naar de heer Tran Minh Cong te Bo Hai Khau (Bố Hải Khẩu). Nadat Tran Minh Cong stierf, kwam het bevel bij Dinh Bo Linh terecht (volgens sommige bronnen op rechtmatige wijze, volgens andere minder) en deze trok met het leger naar Hoa Lu, waar hij vele soldaten rekruteerde. Uiteindelijk versloeg hij de Ngo-dynastie en de andere heren.
Gedurende drie jaar was Đinh Bo Linh bezig met het verslaan van de twaalf heren. Uiteindelijk wist hij het land te herenigen.

## Dinh Tien Hoang
In 968 besteeg Dinh Bo Linh de keizerstroon onder de naam Dinh Tien Hoang. Hij hernoemde het land tot Dai Co Viet (Đại Cồ Việt) en de hoofdstad installeerde hij in Hoa Lu.
Đinh Bo Linh had drie zoons: Lien (Liễn), Toan (Toàn of Đinh Tuệ) en Hang Lang (Hạng Lang). De oudste, Dinh Lien, had samen met zijn vader de twaalf heren verslagen. In 978 wees Dinh Bo Linh de jongste, Dinh Hang Lang, aan tot troonopvolger. Dinh Lien was hierdoor zo woedend dat hij zijn jongere broer in de lente van 979 vermoordde.
Aan het eind van dat jaar werden keizer en zijn zoon Lien vermoord aangetroffen in het paleis. De geschiedschrijving beschuldigt de vrouw Do Thich (Đỗ Thích) hiervan, maar tegenwoordig hangen de historici een andere hypothese aan. Volgens hen zou de schuld eerder moeten worden gezocht bij Le Hoan (zie Vroegere Le-dynastie).

## Dinh Phe De
In 979 besteeg Dinh Toan, laatst overblijvende zoon van Đinh Bo Linh, de troon onder de naam Dinh Phe De. Toan was toen amper zes jaar oud. De macht kwam in handen van de opperbevelhebber Le Toan (Lê Toàn) terecht, die fungeerde als regent.
Enkele hovelingen hadden het vermoeden dat Le Hoan er intieme relaties op nahield met de keizerin-moeder Duong Van Nga (Dương Vân Nga), en zij verzamelden hun legers om hem af te zetten. Le Hoan versloeg ze en de drie aanstekers van de rebellie werden gedood. De prins-gemaal Ngo Nhat Khanh (Ngo Nhật Khánh) vluchtte naar het zuiden en samen met de koning van Champa verzamelde hij meer dan duizend gevechtsschepen om de hoofdstad Hoa Lu mee in te nemen. Ze werden echter vernietigd door een orkaan.
In 981 kwamen de Chinezen, toen onder de Song-dynastie, zuidwaarts om Vietnam in te nemen. De keizerin-moeder Duong Van Nga en de andere hovelingen kroonden Le Hoan als keizer Le Dai Hanh om hen tegen te houden. Dit was het eind van de Đinh-dynastie.
Le Hoan versloeg de Songs en was de stichter van de vroegere Le-dynastie. Voor Dinh Toan, de vorige keizer, was nog steeds een rol weggelegd en gedurende de komende twintig jaar maakte hij deel uit van het hof van de Le's. In 1001, toen hij met de keizer onderweg was om de Cu Long-rebellie (loạn Cử Long, te Cầm Thuỷ in de provincie Thanh Hoa) te gaan neerslaan, werd hij dodelijk geraakt door een pijl.

## Verwezenlijkingen
Vietnam was nog niet zo lang onafhankelijk geweest toen de Đinh-dynastie aan de macht kwam. Het eerste dat de Đinhs deden, was dan ook het consolideren van de positie van hun land. Zij slaagden er in erkend te worden door de Song-dynastie van het Chinese keizerrijk.
De Đinhs maakten eveneens een eind aan de opstand van de 12 heren, wat maar net op tijd was. Niet veel daarna veroverden de Chinese Songs het zuiden van China, waardoor hun territorium grensde aan dat van Vietnam. Waren de Dinhs hierin niet geslaagd, dan had Vietnam geen enkele kans gehad toen de Songs beslisten het land aan te vallen.
De Đinhs zetten de politiek van de Ngo-dynastie voort door de administratie op hun territorium verder uit te bouwen. Ze kwamen nog niet op het niveau van de latere Ly-dynastie, maar ze gingen er langzaam maar zeker naartoe.